# Powellinia elbaensis
Powellinia elbaensis là một loài bướm đêm trong họ Noctuidae.